# 율촌초등학교 상봉분교
율촌초등학교 상봉분교는 대한민국 전라남도 여수시에 있는 공립 초등학교이다.

## 학교 연혁
- 1936년 5월 6일 율촌공립보통학교 부설 상여간이학교 개교
- 1943년 4월 1일 율촌남공립국민학교로 승격 인가
- 1996년 3월 1일 율촌남초등학교로 명명
- 1999년 9월 1일 율촌초등학교 상봉분교로 편입

## 참고 자료
- 율촌초등학교상봉분교장 - 한국교육학술정보원 학교알리미